# Ciemna (poker)

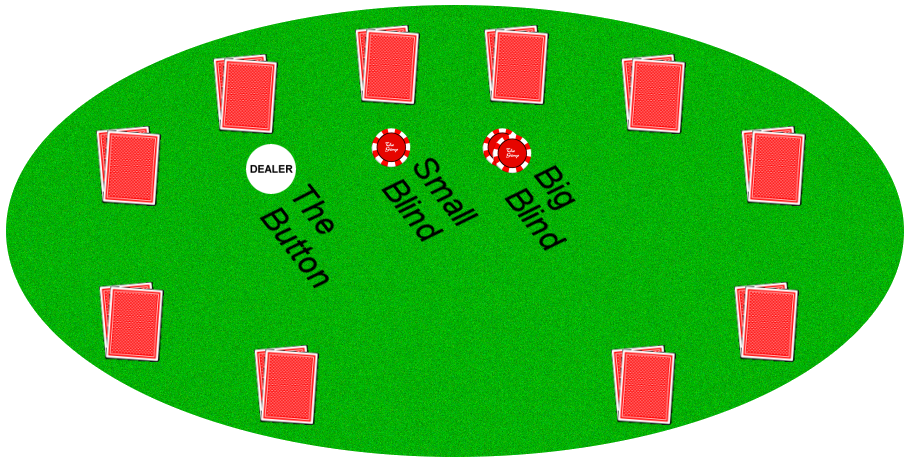
Przykładowy stół gry w hold'em z oznaczonym rozdającym i graczmi na ciemnych.

Ciemna (ang. blind) – przymusowy zakład wpłacany przez graczy znajdujących się na lewo od pozycji dealera w grach pokerowych typu Hold'em. Zazwyczaj jest ich dwie, ale zdarzają się także 3 albo 1.
Mała ciemna (ang. small blind) wpłacana jest przez gracza znajdującego się na lewo od rozdającego, zaś duża ciemna (ang. big blind) przez gracza siedzącego na lewo od niego. Wyjątkiem jest sytuacja, kiedy w grze jest dwóch graczy (tzw. „gra heads-up”). W tym przypadku gracz na pozycji rozdającego wpłaca małą ciemną, a jego przeciwnik dużą. Podczas pierwszej rundy licytacji gracz na małej ciemnej zagrywa jako przedostatni, a gracz na dużej jako ostatni (jeżeli poczeka, w przypadku podbicia licytacja trwa dalej).
Zazwyczaj mała ciemna jest dwukrotnie mniejsza od dużej, ale zdarza się, że jest większa niż jej połowa, bądź po prostu równa dużej ciemnej.
W przypadkach, gdy umieszczenie dokładnie połowy dużej w ciemno jest niepraktyczne, ponieważ duża w ciemno ma dziwne wielowartościowe nominały, mała w ciemno jest zaokrąglana (zwykle w dół) do najbliższej praktycznej wartości.
Ciemne są potrzebne, ponieważ w grach Texas i Omaha Hold'em gra się zazwyczaj bez ante, co pozwala graczowi pasować karty bez wnoszenia żadnego zakładu. Jeżeli jednak gracz pasuje na ciemnej, w następnych rozdaniach dokłada się do puli, aby zniwelować ten koszt. Na wielu międzynarodowych turniejach np. na World Series of Poker (WSOP) przed rozpoczęciem rozdania wszyscy gracze wpłacają jednak ante, a później dwóch zakłady w ciemno. Celem rozstrzygnięcia problemu wpłacenia ciemnej z naruszeniem obowiązującej kolejności rozdań stosuje się zasadę "żeton dasz, dobrze grasz".